# Біла Блотна
Біла Блотна (пол. Biała Błotna) — село в Польщі, у гміні Крочиці Заверцянського повіту Сілезького воєводства.
Населення — 201 особа (2011).
У 1975-1998 роках село належало до Ченстоховського воєводства.

## Демографія
Демографічна структура станом на 31 березня 2011 року:
|          | Загалом | Допрацездатний вік | Працездатний вік | Постпрацездатний вік |
| -------- | ------- | ------------------ | ---------------- | -------------------- |
| Чоловіки | 101     | 17                 | 73               | 11                   |
| Жінки    | 100     | 15                 | 52               | 33                   |
| Разом    | 201     | 32                 | 125              | 44                   |